# Westland Dragonfly
El Westland WS-51 Dragonfly  era un helicóptero fabricado por la firma británica Westland Aircraft, siendo este una licencia de producción del helicóptero americano Sikorsky S-51. Además de tener un uso militar, también fue vendido para el mercado civil.

## Diseño y desarrollo
En diciembre de 1946 se firmó un acuerdo entre Westland Aircraft y Sikorsky para permitir la fabricación de una versión británica del S-51. Esta versión utilizaría el motor radial Alvis Leonides de 500 cv. Del Dragonfly se produjo una versión mejorada, bajo el nombre de Westland Widgeon, que no llegó a tener éxito comercial.

## Historia operativa
El Dragonfly entró en servicio con la Marina Real Británica en 1950 para tareas de búsqueda y rescate. También fueron entregados a la Real Fuerza Aérea Británica para misiones MEDEVAC. Fue reemplazado en las fuerzas armadas británicas por el Westland Whirlwind, otro derivado de un diseño Sikorsky, a finales de la década de 1950. 

## Variantes

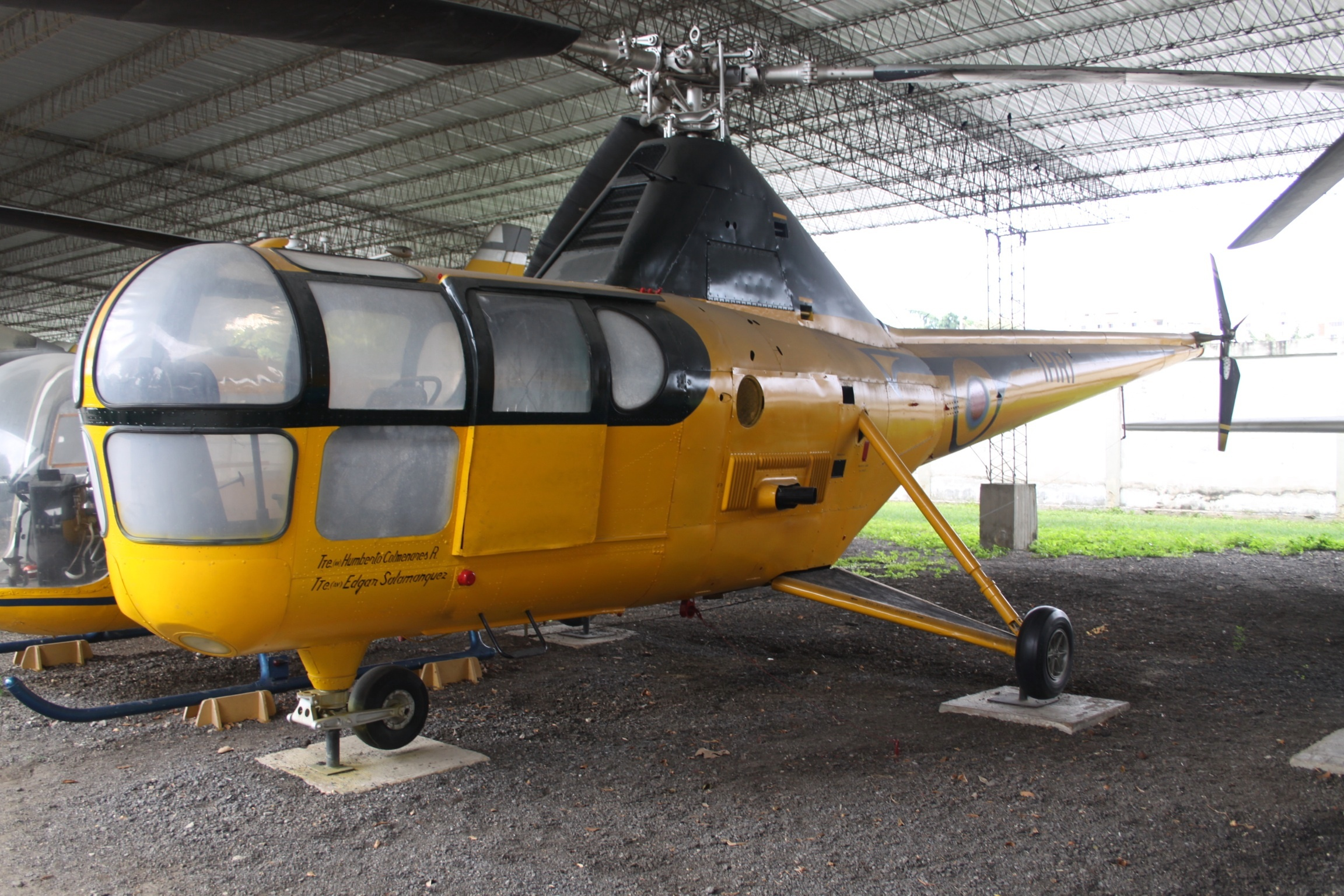
Modelo HR.3 en el Museo Aeronáutico de Maracay, Venezuela.

Westland/Sikorsky WS-51
Prototipo.
Dragonfly HR.1
Versión de búsqueda y rescate para la Marina Real Británica. 13 fabricados. Algunos fueron modificados posteriormente como HR.5.
Dragonfly HC.2
Versión de evacuación médica de la Real Fuerza Aérea Británica. 3 fabricados.
Dragonfly HR.3
Versión de búsqueda y rescate para la Marina Real Británica. Similar al Dragonfly HR.1, pero con palas totalmente metálicas, 58 fabricados, y algunos mejorados al nivel HR.5.
Dragonfly HC.4
Versión de evacuación médica de la Real Fuerza Aérea Británica similar al Dragonfly HR.3; 12 fabricados.
Dragonfly HR.5
Versión de búsqueda y rescate para la Marina Real Británica similar al Dragonfly HR.3. Modificaciones de HR.1 y HR.3.
Westland-Sikorsky WS-51 Mk.1A
Helicóptero civil con un motor radial Alvis Leonides de 520 cv.
Westland-Sikorsky WS-51 Mk.1B
Helicóptero civil con un motor radial Pratt & Whitney R-985 Wasp Junior B4 de 450 cv.

## Usuarios
Bélgica
- Sabena

 Egipto
- Real Fuerza Aérea Egipcia

 Francia
- Fuerza Aérea Francesa

 Irak
- Real Fuerza Aérea Iraquí

 Italia
- Fuerza Aérea Italiana

 Ceylan
- Real Fuerza Aérea de Ceylan

 Japón
- Fuerza Aérea de Autodefensa de Japón
- Tohuku Electrics - Dos helicópteros para inspección de líneas.

 Tailandia
- Real Fuerza Aérea Tailandesa

 Reino Unido
- Empire Test Pilot's School
- Real Fuerza Aérea Británica
- Marina Real Británica

 Yugoslavia
- Fuerza Aérea Yugoslava